# Lalla Hanssons bästa
Lalla Hanssons bästa är ett samlingsalbum av den svenske artisten Lalla Hansson, utgivet 1989 på Hawk Records (HAWKCD 2123). Albumet var Hanssons andra samlingsalbum efter 1977 års Första halvlek. I anslutning till albumet utgavs singeln "En sista foxtrot" som inte finns med på något av hans tidigare album.

## Låtlista
1. "Anna & mej" – 4:44
2. "Han gav upp alltihop (för att spela i sitt band)" – 3:27
3. "Det verkar troligt" – 3:25
4. "Dagny" – 3:31
5. "I hans dröm" – 4:05
6. "I hamn" – 4:04
7. "Längre fram" – 3:01
8. "Anne-Li" – 3:47
9. "Visa från vargaskogen" – 5:10
10. "Landsvägspirater" – 4:07
11. "Enstaka spår" – 4:01
12. "Dansa min docka" – 4:19
13. "Svänger ett gäng" – 5:35
14. "Sin egen väg" – 3:58
15. "Fortfarande" – 5:22
16. "En sista foxtrot" – 3:00